# ميتشيرو أوشيما
ميتشيرو أوشيما (大島ミチル أوشيما ميتشيرو) هي ملحنة يابانية ولدت في 16 مارس 1961 في ناغاساكي.

## أعمالها في السينما اليابانية
- الشبح بين ذراعيك مجددا

## أعمالها في الدراما اليابانية
- نلتقي في الأحلام

## أعمالها في التوكوساتسو
- سيلور مون
- مادان سنكي ريوكيندو

## أعمالها في الأنمي

### مسلسلات أنمي تلفزيونية
- خيميائي الفولاذ
- أرك ذا لاد
- ناباري نو أو
- الفارس ديون
- زامد الذكرى الضائعة
- فريق هاناوكيو لمدبرات المنزل La Verite
- صوت السماء
- مجرة الحصير
- سبيد ريسر (1997)
- عاصفة زيتسوين
- الحاكم الأعلى ريونايت (بالتعاون مع جونيتشي كانيزاكي)
- أسرار المحيط (تحت الاسم المستعار هيبيكي ميوا (美和響 ميوا هيبيكي))
- بياض الثلج ذات الشعر الأحمر
- أبطال الزهور الستة
- نادي السحر
- أكاديمية الساحرات الصغيرات
- ميراكل غيرلز
- في النهاية سأصبح من أنت عليها

### أنمي الإنترنت
- حرب النجوم: الرؤى ("التوأم"، "الكهل")

### أوفا أنمي
- كوين إيميرالديس
- كاشان
- بروجكت بلو SOS الأرض

### أفلام أنمي
- فيلم خيميائي الفولاذ: محتل شامبالا
- قارة الرياح
- أكاديمية الساحرات الصغيرات
- أكاديمية الساحرات الصغيرات: الموكب المسحور
- هال
- أورا: معركة ماريوينكوغا الأخيرة
- باتيما المعكوسة
- فوسي: يوميات فتاة المسدس
- بوذا: يا لجمال الصحراء الحمراء!
- بوذا 2: الرحلة الأبدية
- الليل قصير, سيري يا فتاة
- بينو: ربيع السابعة عشر
- بينو: رومنسية طوكيو

## أعمالها في ألعاب الفيديو
- آيكو
- ليجند أوف ليغايا (بالتعاون مع كوهي تاناكا)
- ليغايا 2: ديول ساغا (بالتعاون مع ياسونوري ميتسودا وهيتوشي ساكيموتو)
- جنكيز خان II: كلان أوف ذا غراي وولف

## وصلات خارجية
- ميتشيرو أوشيما على موقع IMDb (الإنجليزية)
- ميتشيرو أوشيما على موقع ألو سيني (الفرنسية)
- ميتشيرو أوشيما على موقع ميوزك برينز (الإنجليزية)
- ميتشيرو أوشيما على موقع أول موفي (الإنجليزية)
- ميتشيرو أوشيما على موقع ديسكوغز (الإنجليزية)
- ميتشيرو أوشيما على موقع قاعدة بيانات الفيلم (الإنجليزية)
- ميتشيرو أوشيما على موقع كينوبويسك (الروسية)